# Angiopteris oblanceolata
Angiopteris oblanceolata är en kärlväxtart som beskrevs av Ren Chang Ching och Wang. Angiopteris oblanceolata ingår i släktet Angiopteris och familjen Marattiaceae. Inga underarter finns listade i Catalogue of Life.